# Glabellula femorata
Glabellula femorata is een vliegensoort uit de familie van de Mythicomyiidae. De wetenschappelijke naam van de soort is voor het eerst geldig gepubliceerd in 1873 door Loew, oorspronkelijk geplaatst in het geslacht Glabella.